# Kimmo Sasi
Kimmo Kalevi Immeri Sasi, né le 21 février 1952 à Tampere et mort à Helsinki le 16 avril 2025, est un homme politique finlandais,.

## Biographie

### Carrière politique
Kimmo Sasi est député Kok de la circonscription de Pirkanmaa du 26 mars 1983 au 21 avril 2015,.
Kimmo Sasi est ministre des Transports  du gouvernement Lipponen I (15 janvier 1999 – 14 avril 1999), vice-ministre des Affaires étrangères du gouvernement Lipponen II  (15 avril 1999 – 3 janvier 2002), vice-ministre du Commerce extérieur du gouvernement Lipponen II (15 avril 1999 – 3 janvier 2002), ministre au cabinet du Premier ministre du gouvernement Lipponen II (1er juillet 2000 – 3 janvier 2002) et ministre des Transports et des Communications du gouvernement Lipponen II (4 janvier 2002 – 16 avril 2003),.